# PublicPost
PublicPost (ПабликПост) — новостной сайт, основанный в 2011 году информационным агентством «Интерфакс», главным редактором «Эхо Москвы» Алексеем Венедиктовым, Сбербанком. Закрыт 1 июля 2013 года, удален из сети Интернет 4 июля 2013.
Был задуман как симбиоз блогов и новостей общественно-политического характера, по образцу американского Huffington Post.

## История
Основателями проекта стали информационное агентство «Интерфакс», Сбербанк и радиостанция «Эхо Москвы», был подписан бизнес-план на три года. Всей административной и технической работой занимался «Интерфакс». Первым главным редактором сайта была Наргиз Асадова, в дальнейшем и. о. главного редактора был Николай Клименюк.
В конце июня 2013 года стало известно о закрытии сайта из-за его «неэффективности», позже был удалён весь его архив. По словам Николая Клеменюка, неприятности у проекта начались с января 2013 года, когда представители администрации президента и правительства начали проявлять негативную реакцию в адрес сайта. Недовольство чиновников вызывали публикуемые блоги и ряд авторских материалов (среди них статьи о процессе принятия «антисиротского закона», функционировании судебной системы, интервью с рядом депутатов от «Единой России»).